# Митуса (литературная группа)
Митуса — галицкая литературная группа начала 20-х годов XX века.

## История
В 1922 году (или 1921 году) во Львове была основана молодыми поэтами литературная группа, название которой было от имени галицкого певца XIII века Митусы. Основателями этой группы были выходцы из «Украинских сечевых стрельцов» — В. П. Бобинский, О. И. Бабий, Р. Г. Купчинский, Ю. А. Шкрумеляк. В 1920—1921 годах они из Киева переехали во Львов. Устраивали литературные встречи, благотворительные мероприятия, издавали одноимённый журнал. В том же 1922 году группа распалась из-за внутренних противоречий и притеснений польского руководства.

## Журнал
В 1922 году во Львове выходил литературно-искусствоведческий ежемесячник «Митуса». Изданием опекались писатели-символисты из одноимённой литературной группы. Редакторами были В. П. Бобинский, Р. Г. Купчинский и П. М. Ковжун. Всего было издано 4 выпуска. В поэзии группы присутствовал символизм, характерной чертой которой было «расширение внутреннего „я“ лирического героя» и «поэтизация страдания». Однако митусовцы пытались выйти за рамки символизма, найти новые пути литературного развития. С группой сотрудничали писатели, поэты, историки — А. В. Волощак, А. Ф. Павлюк, Н. Голубец, Л. С. Лепкий, а также актёры из театра «Украинская беседа».